# Glüsing (Berne)
Glüsing ist ein Ortsteil der Gemeinde Berne im niedersächsischen Landkreis Wesermarsch. Der Ort liegt südlich des Kernortes Berne. Durch die Ortschaft führt die Landesstraße L868 von Berne nach Neuenkoop. Am östlichen Ortsrand fließt die Berne.
Seit 1992 befindet sich in Glüsing eine Storchenpflegestation. Die Baumbrutkolonie der Weißstörche hier ist einzigartig in Deutschland.

## Geschichte
Im Jahr 1648 wohnten in Glüsing 4 Hausleute und 7 Köter, 1678 waren es 6 Hausleute und 5 Köter.